# 中野宏
中野 宏（なかの ひろし、1947年 - ）は、日本の実業家。オンキヨー株式会社代表取締役副社長COO。ケンウッド元代表取締役社長。

## 略歴
長野県生まれ。国際商科大学商学部を卒業後、1971年ケンウッドに入社。以来、役員になるまで海外畑として働き、1998年にケンウッド取締役。2001年に代表取締役社長に就任。
社長に就任した中野は、それまで慢性的な赤字を垂れ流し続けていたホームオーディオ事業の大半を切り捨てることを表明した。前任の酒井田格社長は、清算を拒むOBとの権力闘争により退任しており、ケンウッド中興の祖である石坂一義および、経営OBは指示に従うであろう当時53歳の若い中野を社長に指名したが、中野は徹底的なOB外しを敢行した。中野は「それがこの会社を引き継いでもらう人たちに対する礼儀だと思った」と言い、わずか1年あまりで、自身も社長を辞任した。
2年後オンキヨーに顧問とし再就職し、翌年専務取締役、2008年に代表取締役副社長に就任した。

## 経歴
- 昭和46年4月　トリオ㈱ (現：㈱JVCケンウッド)入社
- 平成10年6月　同社取締役
- 平成13年4月　同社代表取締役社長
- 平成15年8月　オンキヨー㈱顧問
- 平成18年4月　同社専務取締役 AVC事業本部長
- 平成18年6月　同社代表取締役専務
- 平成20年6月　代表取締役副社長
- 平成24年4月　代表取締役副社長 COO